# Incantation
Az Incantation amerikai death metal együttes. 1989-ben alakultak New Yorkban, az 1990-es évek közepén Clevelandbe helyezték át székhelyüket,  majd a pennsylvaniai Johnstownba tették át székhelyüket. Lemezeiket a Seraphic Decay, Relapse Records, Necropolis Records, Listenable Records, Ibex Moon kiadók jelentetik meg.
Az együttes a New York-i death metal szcéna egyik vezető alakjának számít a Suffocationnel, a Morticiannel és az Immolationnel együtt, annak ellenére hogy székhelyük jelenleg Johnstown-ban van. Zenéjükre jellemző az Autopsyhoz hasonló lassabb hangzás is.

## Tagok
Jelenleg négy taggal rendelkeznek.
- John McEntee - gitár (1989-), ének (2004-)
- Kyle Severn - dobok (1994-1998, 2000-2007, 2009-)
- Chuck Sherwood - basszusgitár (2008-)
- Sonny Lombardozzi - gitár (2014-)

## Korábbi tagok
- Brett Makowski – ritmusgitár (1989–1990)
- Aragon Amori – basszusgitár (1989–1990; 1996-ban elhunyt)
- Paul Ledney – dob, ének (1989–1990)
- Sal Seijo – dob (1990)
- Peter Barnevic – dob (1990)
- Will Rahmer – ének (1990)
- Craig Pillard – ének, ritmusgitár (1990–1994)
- Ronnie Deo – basszusgitár (1990–1992)
- Jim Roe – dob (1990–1994, 2007–2009)
- Dan Kamp – basszusgitár (1992–1993)
- Mike Saez – ének, ritmusgitár (1999–2002)
- Daniel Corchado – basszusgitár, ének (1994–1998)
- Rob Yench – basszusgitár (1998–2001)
- Joe Lombard – basszusgitár (2001–2006; 2012-ben elhunyt)
- Alex Bouks – gitár (2008–2014)
- Sonny Lombardozzi – gitár (2017–2020; 2014–től 2017-ig koncerteken), ritmusgitár (2002–től 2004-ig koncerteken)

## Koncerteken fellépő tagok
- Bill Venner – ritmusgitár (1990)
- Dave Niedrist – basszusgitár (1993–1994)
- Randy Scott – basszusgitár (1994)
- Duane Morris – ritmusgitár, vokál (1994–1995)
- Mike Donnelly – basszusgitár (1995)
- Mary Ciullo – basszusgitár (1995–1996)
- Nathan Rossi – ritmusgitár, vokál (1996)
- Kevin Hughes – basszusgitár (1996–1997)
- Clay Lytle – dob (1998)
- Tom Stevens – ritmusgitár, vokál (1998–1999)
- Richard Christy – dob  (2000)
- Bill "Belial" Koblak – ének, ritmusgitár (2002)
- Vincent Crowley – ének (2002)
- Rigel Walshe – basszusgitár (2006)
- Roberto Lizárraga – basszusgitár(2006–2009)
- Reyash – basszusgitár (2007, 2014)
- Jacob Shively – basszusgitár (2015)
- Luke Shively – basszusgitár (2015-2020)
- Dan Grainger – dob (2018)

## Diszkográfia

### Stúdióalbumok
- Onward to Golgotha (1992)
- Mortal Throne of Nazarene (1994)
- Diabolical Conquest (1998)
- The Infernal Storm (2000)
- Blasphemy (2002)
- Decimate Christendom (2004)
- Primordial Domination (2006)
- Vanquish in Vengeance (2012)
- Dirges of Elysium (2014)
- Profane Nexus (2017)
- Sect of Vile Divinities (2020)
- Unholy Deification (2023)